# Saurauia rodatzii
Saurauia rodatzii är en tvåhjärtbladig växtart som beskrevs av Karl Moritz Schumann och Lauterb. Saurauia rodatzii ingår i släktet Saurauia och familjen Actinidiaceae. Inga underarter finns listade i Catalogue of Life.